# مشروع مقابر العمارنة الملكية
مشروع مقابر العمارنة الملكية ويعرف عالميا باسم Amarna Royal Tombs Project، وهو مشروع أثري بدأ عام 1998 بهدف الكشف عن أماكن دفن ملوك حقبة العمارنة بعد نقل مومياواتهم من تل العمارنة إلى وادي الملوك بطيبة في أعقاب زوال ملكهم والتخلي عن عقيدة أتون والمدينة الجنائزية بأخت أتون وعودة عاصمة الملك إلى طيبة باعتلاء توت عنخ أمون عرش مصر أواخر عصر الأسرة الثامنة عشر، وتضمنت مهام المشروع المسح الرإداري لمنطقة وادي الملوك علاوة على البحث في السجلات الفرعونية والآثار المستخرجة من المقابر هناك عن أي إشارة لدفن ملوك حقبة العمارنة بالوادي الملكي.
ويرأس المشروع عالم المصريات البريطاني نيكولاس ريفز

## وصلات خارجية
- الموقع الرسمي لمشروع مقابر العمارنة الملكية